# Mary (province)
Pour les articles homonymes, voir Mary.
Mary est une province du Turkménistan. Située dans le sud-est du pays, bordant l'Afghanistan, sa capitale est Mary.
Avec une population d'environ 1,6 million d'habitants au recensement de 2022, il s'agit de la province la plus peuplée du Turkménistan.
L'agriculture dans la région de Mary est irriguée par le Canal du Karakoum, qui traverse le centre de la province d'est en ouest, et par la rivière Murghab, qui passe du sud au nord et qui pénètre dans la province depuis l'Afghanistan. Alors que la partie nord de la province fait partie de l'écorégion méridionale du désert d'Asie centrale, la partie sud de la province se caractérise par une savane de pistaches et de carex du désert, classée semi-désertique de Badkhiz-Karabil, par le World Wildlife Fund.

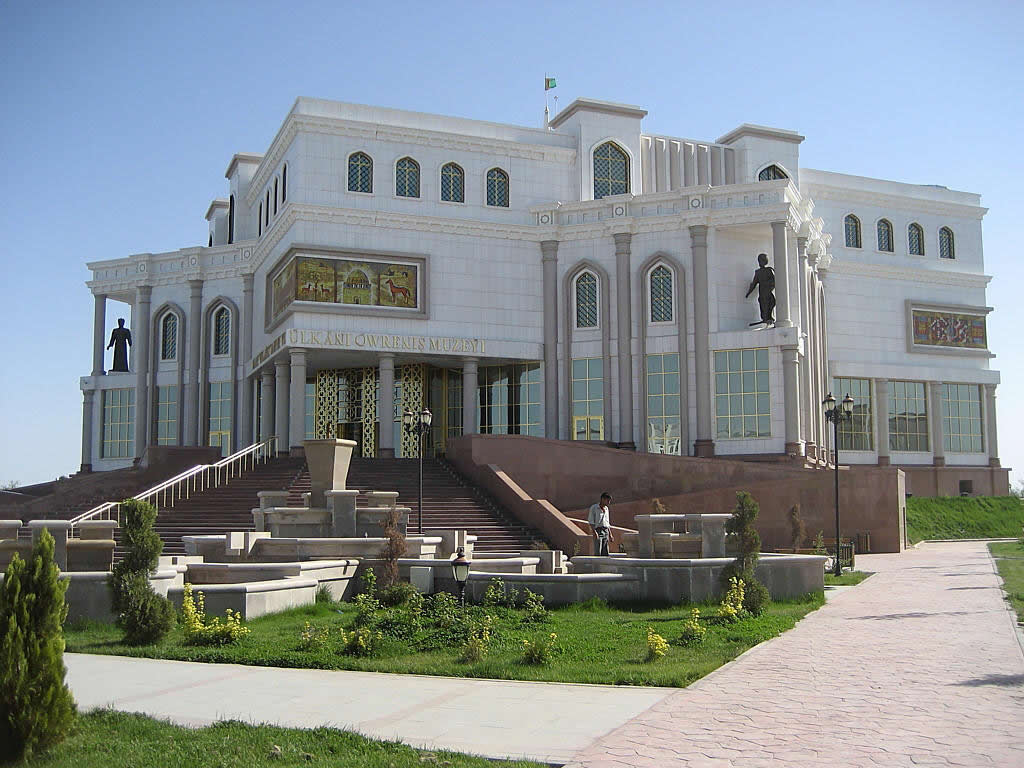
Musée régional de Mary.

## Subdivisions
La province de Mary est divisée en 11 etraplar et une ville :
- Ville :
  - Baýramaly

- Etraplar (districts) :
  - Baýramaly
  - Garagum
  - Mary
  - Murgap
  - Oguzhan
  - Sakarçäge
  - Serhetabat
  - Tagtabazar
  - Türkmengala
  - Wekilbazar
  - Ýolöten